# Myiodynastes bairdii
Myiodynastes bairdii е вид птица от семейство Tyrannidae.

## Разпространение
Видът е разпространен в Еквадор и Перу.